# Saint-Étienne-d'Albagnan
Saint-Étienne-d'Albagnan este o comună în departamentul Hérault din sudul Franței. În 2009 avea o populație de 291 de locuitori.

## Evoluția populației
| An        | 1975 | 1982 | 1990 | 1999 | 2006 | 2009 |
| --------- | ---- | ---- | ---- | ---- | ---- | ---- |
| Populație | 256  | 218  | 253  | 271  | 292  | 291  |